# 明石博義
明石博義（日语：／ Akashi Hiroyoshi */?，1936年1月7日—2022年9月25日），日本企业人物，曾任西日本鐵道社长、会长等职。

## 生平
福冈县北九州市出身。曾就读于福冈县立小倉高等学校，1953年从慶應義塾大學经济学部毕业后，进入西日本鐵道工作。1987年就任董事，1997年至2003年担任社长。2003年至2008年担任会长。2022年9月25日因大腸癌逝世。叙正四位。

## 荣誉
- 旭日重光章（2015年）[6]
- 平成29年度观光振兴事業事业功劳者（日本观光振兴协会，2017年）[7]

## 社会兼职
- 福冈交通中心会长
- RKB每日放送董事
- 九州・山口经济联合会副会长
- 九州经营者协会会长
- 福冈县经营者协会会长[8]
- 福冈县观光联盟会长（2003年－2014年）
- 日本观光振兴协会评议役员（2013年－2015年）
- 西日本鐵道顾问（2008年－）